# Сульфинилимид
Сульфинилимид — неорганическое соединение,
имид сернистой кислоты
с формулой HNSO,
бесцветный газ или конденсат.

## Получение
- Реакция стехиометрических количеств аммиака и тионилхлорида с конденсацией продуктов реакции при температуре жидкого азота:

{\displaystyle {\mathsf {SOCl_{2}+3NH_{3}\ {\xrightarrow {0^{o}C}}\ HNSO+2NH_{4}Cl}}}

## Физические свойства
Сульфинилимид образует бесцветный газ или конденсат.
При нагревании конденсат плавится, образуя бесцветную жидкость, которая сразу начинает разлагаться, становится светло-красной, а затем вязкой тёмно-красной.
При комнатной температуре превращается в коричневую мутную массу.
В газовой фазе соединение мономерно и может храниться несколько часов.